# Der Freund meiner Freundin
Der Freund meiner Freundin ist ein Spielfilm des französischen Filmemachers Éric Rohmer aus dem Jahr 1987. Die Filmkomödie ist der sechste und abschließende Teil des Zyklus Komödien und Sprichwörter. Sie kreist um fünf junge Menschen, die sich am Ende in veränderter Konstellation zu Paaren zusammenfinden. Das vorangestellte Motto ist die Redewendung „Die Freunde meiner Freunde sind meine Freunde“ („Les amis de mes amis sont mes amis“). Eine besondere Rolle spielt der Handlungsort, die moderne Pariser Vorstadt Cergy-Pontoise.

## Handlung
Die junge, schüchterne Verwaltungsangestellte Blanche lebt in Cergy-Pontoise, einer auf dem Reißbrett entworfenen modernen Trabantenstadt von Paris. Sie lernt die lebenslustige Studentin Léa und ihren stillen Freund Fabien kennen, ein Paar, das kaum gemeinsame Interessen hat, was Léa zur unbekümmerten Feststellung veranlasst, beide würden besser ohneeinander auskommen.
Das Quartett komplettiert Alexandre, ein charismatischer Beau, der lose mit der Kunststudentin Adrienne liiert ist und Blanche auf den ersten Blick in seinen Bann zieht. Doch als Léa die beiden einander bekannt macht, ist Blanche zu befangen, um Alexandres Aufmerksamkeit auf sich zu ziehen, und dieser hat bloß Augen für ihre Freundin.
Während Léa übers Wochenende verreist, um ihre Gefühle für Fabien auf die Probe zu stellen, versucht Blanche Alexandre näher zu kommen. Doch sie trifft fortwährend nur auf Léas alleine gelassenen Freund Fabien, bis sich die beiden zum Windsurfen verabreden. Blanche und Fabien kommen einander näher, und mit widerstrebenden Gefühlen kommt es auf einer Waldlichtung zum Kuss und schließlich zu einer gemeinsam verbrachten Nacht.
Beide sind sich einig, dass die Nacht keine Fortsetzung finden darf, sind doch die „Freunde ihrer Freunde“ füreinander tabu. Nach Léas Rückkehr scheint deren Beziehung zu Fabien wieder aufzublühen. Erneut nimmt sie ihren Freundschaftsdienst auf, Alexandre für Blanche zu interessieren. Doch Alexandres Interesse gilt nicht Blanche, sondern Léa, bei der sein Charme allmählich verfängt. Blanche hat ihrerseits das Interesse an Alexandre verloren und fühlt sich zu Fabien hingezogen, den sie das erste Mal seit der gemeinsamen Nacht wiedertrifft. Die Paare haben sich aufgelöst und finden verändert zusammen.
Das Bemühen, den alten Partnern aus dem Wege zu gehen, führt das Quartett zielsicher in dasselbe abgelegene See-Restaurant. Noch einmal kommt es zu einem Missverständnis zwischen Blanche und Léa, das ihre frischen Gefühle für den jeweils neuen Freund auf die Probe stellt. Doch am Ende stehen einander zwei neu gebildete Paare gegenüber. Nur die Farbe ihrer Kleidung verrät noch die ursprünglichen Formationen.

## Hintergrund

### Stellung in Rohmers Œuvre

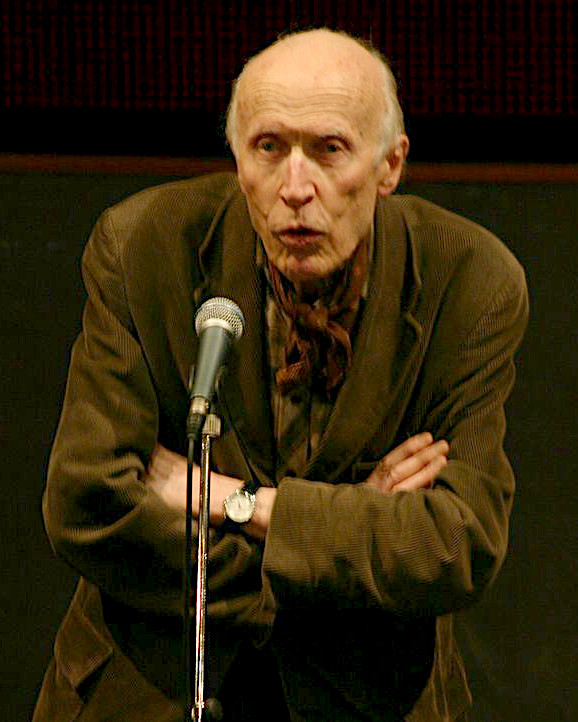
Éric Rohmer (2004)

Der Freund meiner Freundin ist der sechste und letzte Film des Zyklus Komödien und Sprichwörter, des zweiten Zyklus des französischen Filmemachers Éric Rohmer nach den Sechs moralischen Erzählungen von 1962 bis 1972. Der Zyklus begann 1981 mit Die Frau des Fliegers oder Man kann nicht an nichts denken und enthält weiterhin die Filme Die schöne Hochzeit (1982), Pauline am Strand (1982), Vollmondnächte (1984) und Das grüne Leuchten (1986). Anders als die sechs moralischen Geschichten, die alle von einem Mann handeln, der sich in eine Frau verliebt, haben die Filme des zweiten Zyklus keine thematische Einheit und hängen nur lose zusammen. Rohmer kommentierte, dass er etwa Das grüne Leuchten nur mühsam in den Zyklus integrieren konnte. Dennoch habe er festgestellt, „daß die Idee der Zyklen meiner Inspiration zuträglich ist und mein Verhältnis zur Presse und zum Publikum erleichtert.“
Mit Das grüne Leuchten und den anschließenden in keinen Zyklus integrierten Vier Abenteuern von Reinette und Mirabelle (1986) hatte sich Rohmer zuvor stärker in Richtung Improvisation entwickelt. Möglicherweise war es der geringe Erfolg des zweiten Films, nachdem Das grüne Leuchten noch den Goldenen Löwen bei den Filmfestspielen von Venedig gewonnen hatte, oder sein Sinn für Symmetrie, dass er mit Der Freund meiner Freundin auch dem Zyklus Komödien und Sprichwörter noch einen sechsten Film anschloss, der wieder zu einem festen Drehbuch mit vorgezeichnetem Handlungsgerüst zurückkehrte. Rohmer beschrieb: „jede Dialogzeile in L’ami de mon amie war vorgegeben. Für Improvisation gab es in diesem Film keinen Platz.“
Dass Der Freund meiner Freundin den Abschluss der Komödien und Sprichwörter bilden sollte, war Rohmer nach der Veröffentlichung noch nicht bewusst, und er spekulierte in der Presse, „ob ich diesen Zyklus nun fortsetze, oder ob ich einen neuen beginne.“ Tatsächlich eröffnete sein nächster Film Frühlingserzählung im Jahr 1990 Rohmers dritten und letzten Filmzyklus Erzählungen der vier Jahreszeiten, während sich die Filme des Spätwerks unter keine thematische Klammer mehr zusammenfassen lassen.

### Einflüsse
| \| Léa \| Léa \| Léa \| Léa \| Léa \| Léa \| \| \| \| \| \| \| Fabien \| Fabien \| Fabien \| Fabien \| Fabien \| Fabien \| \| Léa \| Léa \| Léa \| Léa \| Léa \| Léa \| \| \| \| \| \| \| Fabien \| Fabien \| Fabien \| Fabien \| Fabien \| Fabien \| \| \| \| \| \| \| \| \| \| \| \| \| \| \| \| \| \| \| \| \| \| \| \| \| \| \| Blanche \| \| \| \| \| \| \| \| \| \| \| \| \| \| \| \| \| \| \| \| \| \| \| \| \| \| \| \| \| \| \| \| Adrienne \| Adrienne \| Adrienne \| Adrienne \| Adrienne \| Adrienne \| \| \| \| \| \| \| Alexandre \| Alexandre \| Alexandre \| Alexandre \| Alexandre \| Alexandre \| \| Adrienne \| Adrienne \| Adrienne \| Adrienne \| Adrienne \| Adrienne \| \| \| \| \| \| \| Alexandre \| Alexandre \| Alexandre \| Alexandre \| Alexandre \| Alexandre \| |          |          |          |          |          |         |  |  |  |  |  |           |           |           |           |           |           |
| Léa | Léa      | Léa      | Léa      | Léa      | Léa      |         |  |  |  |  |  | Fabien    | Fabien    | Fabien    | Fabien    | Fabien    | Fabien    |
| Léa | Léa      | Léa      | Léa      | Léa      | Léa      |         |  |  |  |  |  | Fabien    | Fabien    | Fabien    | Fabien    | Fabien    | Fabien    |
| |          |          |          |          |          |         |  |  |  |  |  |           |           |           |           |           |           |
| |          |          |          |          |          | Blanche |  |  |  |  |  |           |           |           |           |           |           |
| |          |          |          |          |          |         |  |  |  |  |  |           |           |           |           |           |           |
| Adrienne | Adrienne | Adrienne | Adrienne | Adrienne | Adrienne |         |  |  |  |  |  | Alexandre | Alexandre | Alexandre | Alexandre | Alexandre | Alexandre |
| Adrienne | Adrienne | Adrienne | Adrienne | Adrienne | Adrienne |         |  |  |  |  |  | Alexandre | Alexandre | Alexandre | Alexandre | Alexandre | Alexandre |

Die Entwicklung von Der Freund meiner Freundin geht zurück in die Zeit der ersten Filme des Zyklus Komödien und Sprichwörter. Laut Rohmers eigener Darstellung war der Film die erste echte Komödie, die er konzipierte, allerdings wie immer in seinem Werk mit autobiografischen oder zumindest sehr persönlichen Elementen vermischt. Eine romantische junge Frau, verwandt der Marquise von O., steht wie so häufig bei Rohmer zwischen zwei Liebesobjekten, wobei eine davon eine Don-Juan-Figur ist, die an Rohmers früheren Co-Drehbuchschreiber Paul Gégauff angelehnt ist. Sie hat zwei weibliche Vertraute, die ähnlich manipulativ agieren wie die Erzählerin von Claires Knie.
Doch auch einige Klassiker beeinflussten den Film: Goethes Wahlverwandtschaften, die Rohmer schon seit seiner Jugend verfilmen wollte, sowie die Komödien von Corneille. Tatsächlich machte sich Rohmer sogar den Spaß, Teile des Drehbuchs in Alexandrinern zu schreiben. Laut Rohmers Biografen Antoine de Baecque und Noël Herpe ist auch der Einfluss eines moderneren französischen Dramatikers, Sacha Guitry, im Film spürbar, dessen Arbeitstitel Les quatres coins (Die vier Ecken) bereits auf Guitrys Stück Quadrille verweist. Rohmer erklärte zu dem Titel: „Ich dachte dabei an dieses Spiel mit vier Personen plus einer fünften, die den Platz einer der anderen einnehmen muß. Im ersten Stadium des Schreibens habe ich die Figuren dann auch ganz einfach mit Buchstaben bezeichnet: A, B, C, D …“ Das ursprünglich Setting in einem Einkaufszentrum, in dem sich alle Personen trafen, verwarf er allerdings als zu theatralisch.

### Darsteller
Die Darsteller des Films wählte Rohmer bewusst nach äußerlichen Klischees aus, die die Wesenszüge der Figuren unterstreichen sollten. So besetzte er die Rolle der Léa mit einer „südländischen Schönheit“, nämlich Sophie Renoir, einer Urenkelin des Malers Auguste Renoir. Rohmer hatte mit ihr bereits 1982 den Film Die schöne Hochzeit gedreht und verlieh ihr den Spitznamen „die unverschämte Romantikerin“, auch wenn ihre Impulsivität in der Rolle der Léa gezügelt bleiben musste. Ihr Gegenüber, die unscheinbare romantisch-naive Blanche, entdeckte er in der jungen Schauspielschülerin Emmanuelle Chaulet, die noch keine Filmerfahrung hatte. Über Monate hinweg führte er mit ihr lange Interviews, um ihre Rolle an ihrer Persönlichkeit und ihren emotionalen Erfahrungen auszurichten. Die dritte weibliche Rolle der extravaganten Adrienne übernahm mit Anne-Laure Meury eine weitere Schauspielerin, mit der Rohmer bereits in Perceval le gallois und Die Frau des Fliegers zusammengearbeitet hatte.
Die beiden männlichen Darsteller gingen auf Vorschläge Renoirs zurück. François-Eric Gendron verkörperte den gutaussehenden Dandy im Stil seiner Rollenfigur Alexandre bereits in einigen leichten Komödien. Eric Viellard überzeugte Rohmer für die zurückhaltendere Rolle des Fabien nicht zuletzt durch seine Teilnahme an einer Fernsehserie namens Jeu Set et Match. Der Regisseur besuchte regelmäßig Tennisturniere und plante eine Szene in den Zuschauerrängen der French Open anzusiedeln. Tatsächlich montierte Rohmer am Ende eine Spielszene von Ivan Lendl, der das Turnier 1986 und 1987 gewonnen hatte, in den Film.

### Schauplatz
Der Film handelt vollständig in der Pariser Trabantenstadt Cergy-Pontoise mit ihren im neoklassizistischen Stil gehaltenen Wahrzeichen von Ricardo Bofill und Dani Karavan, die in den 1980er Jahren von Jack Lang durch eine breite Achse, die Axe Majeur, verbunden wurden. Rohmer hatte die moderne Vorstadt bereits in ihrer frühen Entstehungsphase 1975 kennengelernt, als er dort L’enfance d’une ville, den ersten Teil einer vierteiligen Dokumentarserie unter dem Titel Ville nouvelle, für das französische Fernsehen produziert hatte. Schon in der Einleitung von Der Freund meiner Freundin werden zentrale Gebäude der Stadt gezeigt und dem Arbeits- oder Lebensraum der Figuren zugeordnet.

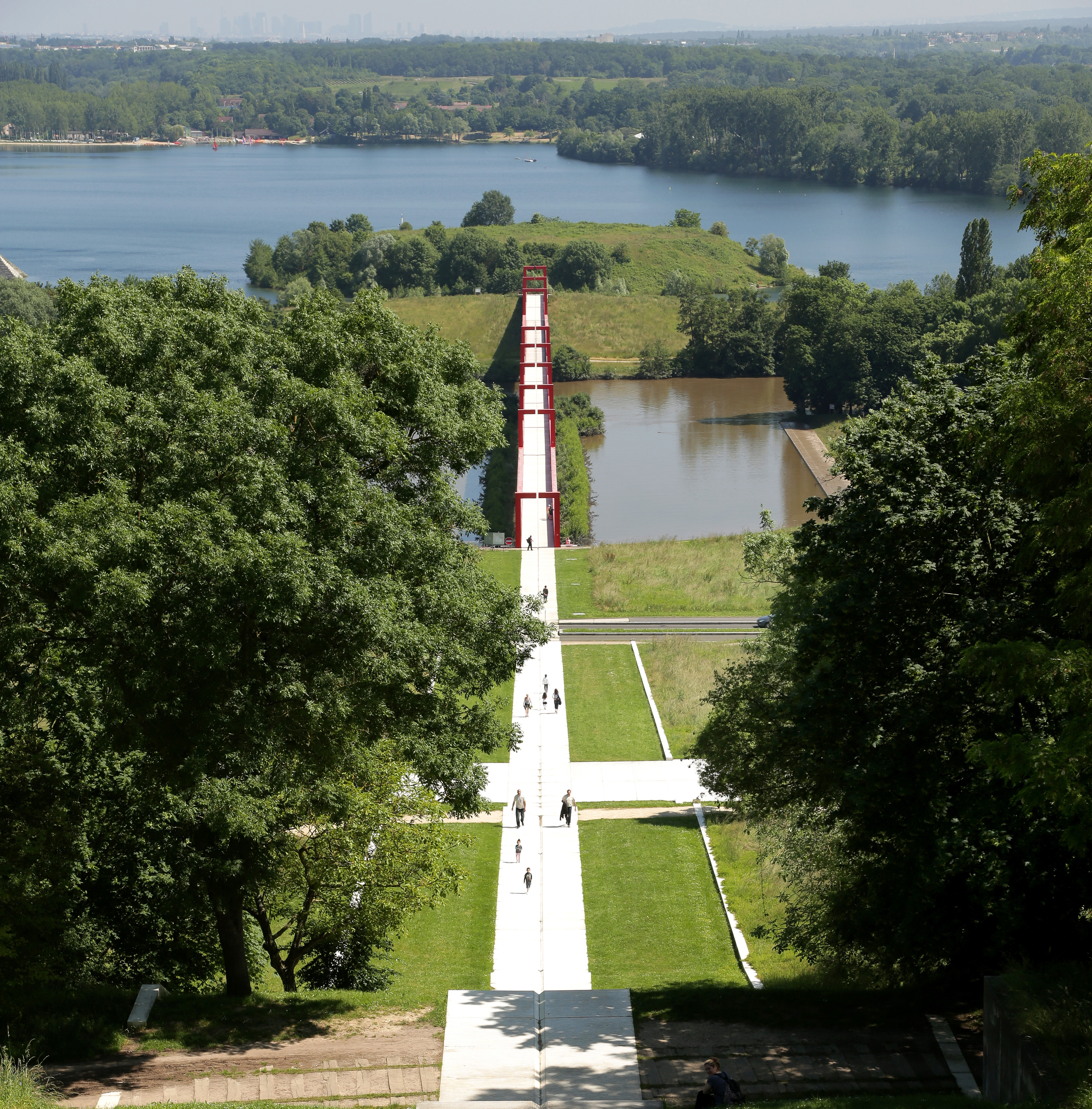
Axe Majeur mit Blick auf die Oise und Les Étangs
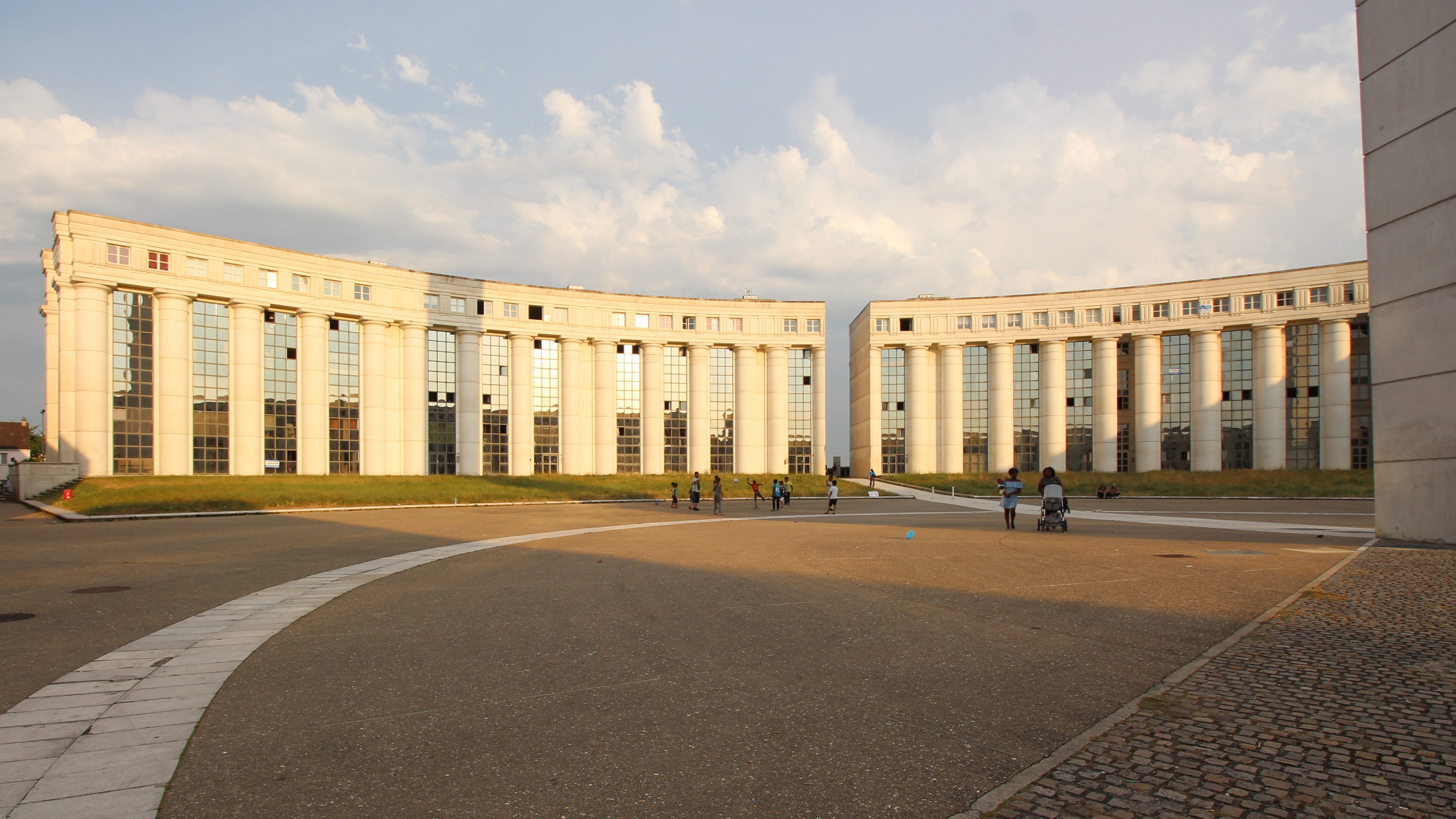
Place des Colonnes Hubert Renaud – Blanches Wohnort
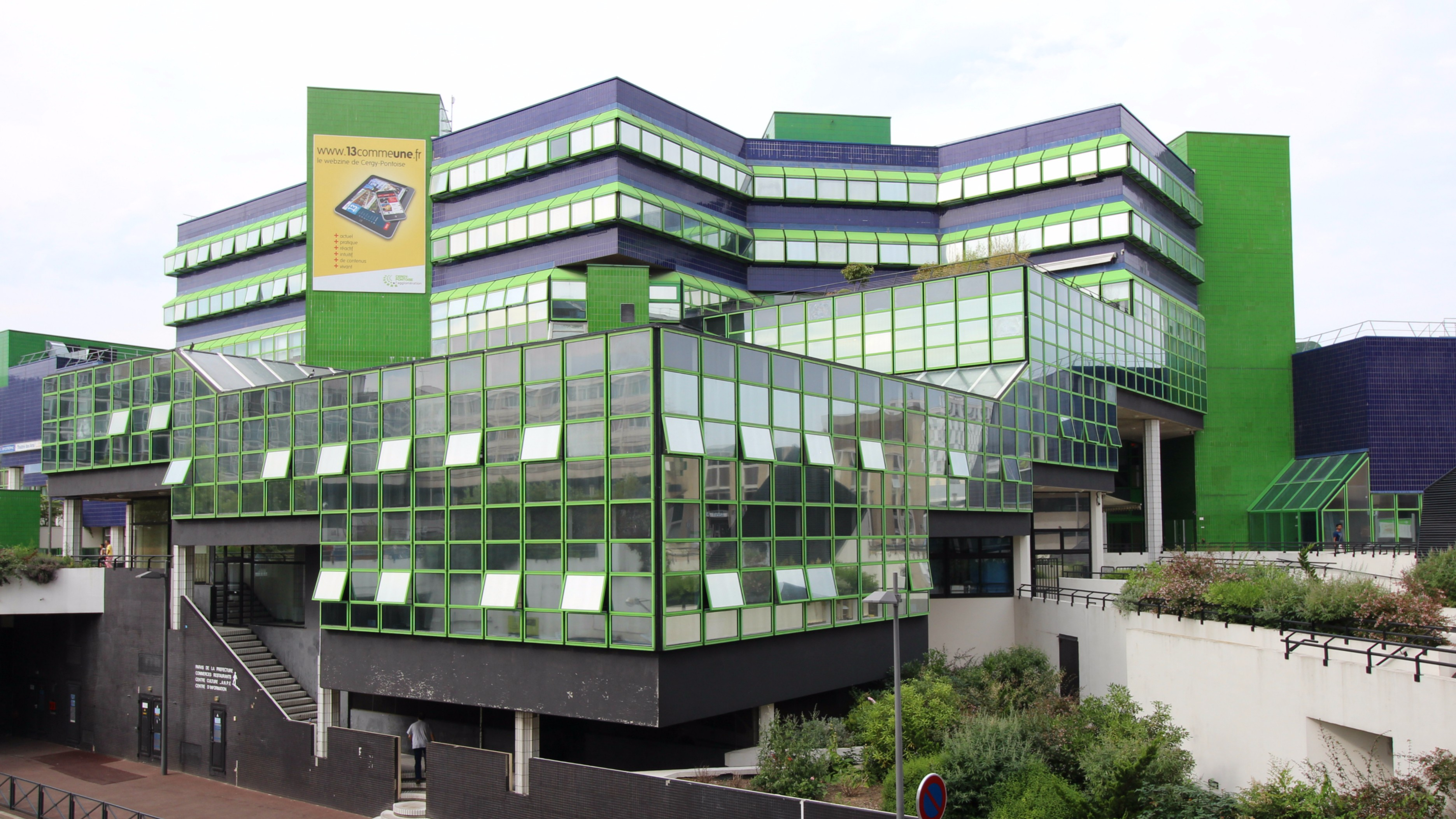
Gemeindeverwaltung von Cergy-Pontoise – Blanches Arbeitsplatz
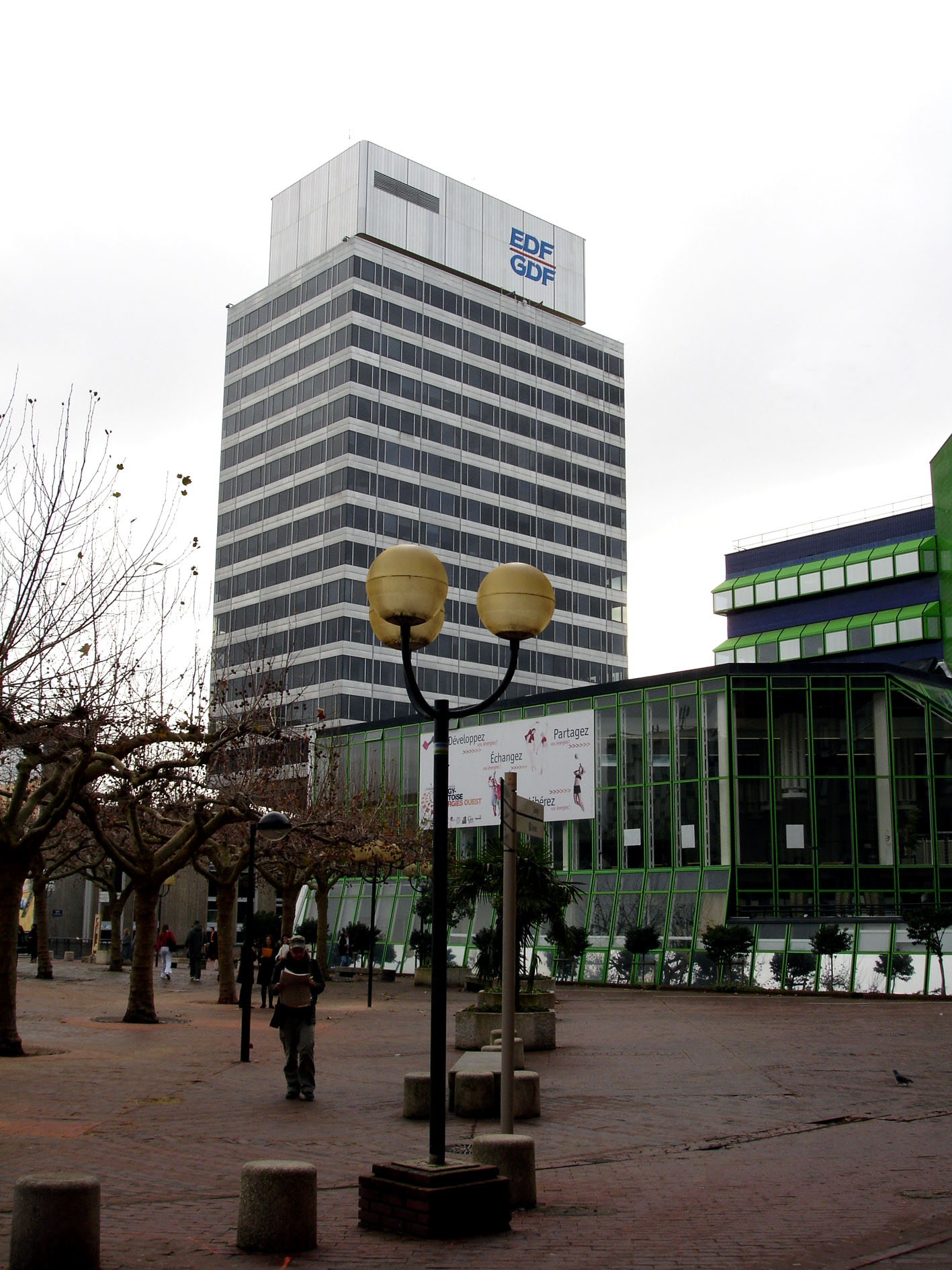
Hochhaus der Électricité de France – Alexandres Arbeitsplatz
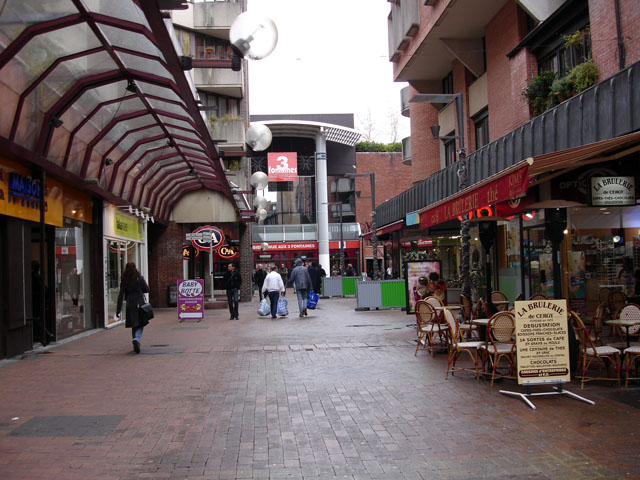
Kaufhaus Les Trois Fontaines – Treffpunkt von Blanche und Fabien
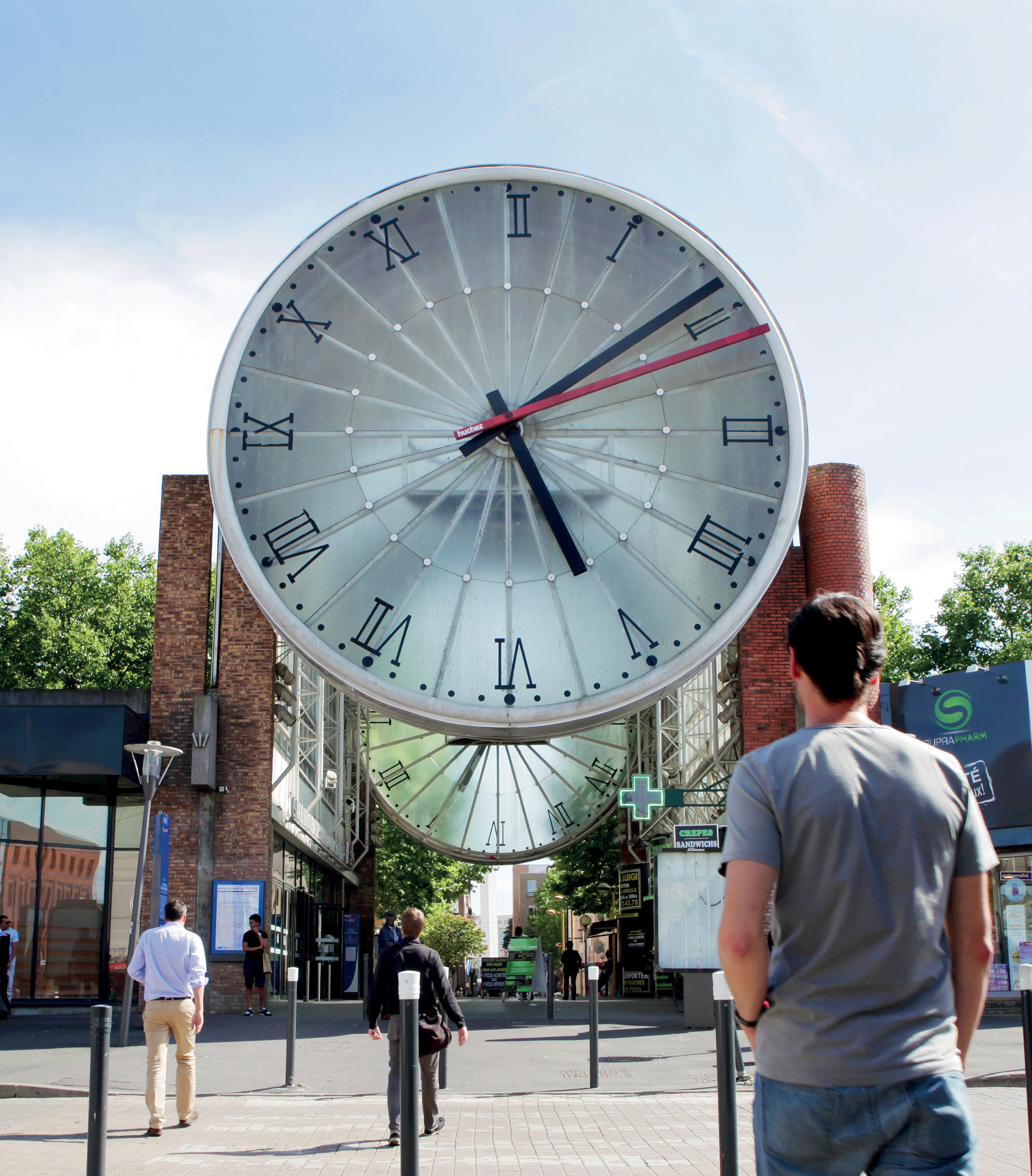
Bahnhof von Cergy Saint-Christophe

Die Wahl des Schauplatzes begründete Rohmer: „Die Figuren in Der Freund meiner Freundin sind im Leben verankert; die Stadtplanung gibt ihren Hoffnungen, Idealen und Enttäuschungen eine architektonische Form. Dadurch dient Cergy als ein Laboratorium für Experimente, ein Ort, der utopisch und konkret zur selben Zeit ist, […] das Viertel Saint-Christophe schien geradezu aus dem Nichts entstanden zu sein.“ Mit der Wahl eines isolierten, friedvollen Handlungsraums wollte er an Komödien aus dem 17. Jahrhundert anschließen, in denen sich junge Menschen in der Natur begegnen. So betonte Rohmer auch in einem Interview, dass er sich mehr auf die Grünflächen statt auf die Innenräume konzentriert habe, die meisten Szenen unter freiem Himmel oder zumindest vor einem Fensterblick gedreht habe.
Die Stadtverwaltung von Cergy-Pontoise zeigte sich sehr erfreut von dem positiven Bild, in dem sie ihre Stadt porträtiert sah, doch Rohmer schränkte im Rückblick ein, dass der Film hinter die Fassaden der schnell hochgezogenen Stadt blicke. „Die Materialien sind künstlich, und die Bäume sind nicht groß genug oder voll genug. Genau das gleiche gilt für die Charaktere: es sind junge Frauen, die lernen miteinander zu rivalisieren. Sie haben kaum irgendwelche Tiefe.“ Insofern entsprachen Handlungsort und Figuren einander: „Ich habe dabei zwar nicht die Akteure dem Dekor geopfert, doch ich denke, daß es da zu einer recht fruchtbaren Osmose kam und sich beide Seiten gegenseitig geholfen und gestärkt haben.“

### Farben und Musik
Für die visuelle Umsetzung legte Rohmer in vielen seiner Filme eine Grundfarbe fest, die als eine Art visuelles Leitmotiv dienen sollte. Bei Der Freund meiner Freundin hatte er eigentlich das Ziegelrosa der Plätze und Gebäude im Kopf, änderte seine Meinung aber später und ging zu Blau- und Grüntönen über, die sich als Symbol für die Oise und den umgebenden Wald auch im Stadtwappen von Cergy-Pontoise wiederfinden. Rohmer kommentierte rückblickend: „Hier bin ich also ein wenig auf geheimnisvoll übersinnliche Weise gelenkt worden von den dieser Stadt innewohnenden Kräften.“
Eine besondere Bedeutung haben die Farben im Schlusstableau des Films, in dem die beiden Paare sich in geänderter Konstellation gegenüberstehen. Doch ihre Kleider (Léa und Fabien in Blau, Blanche und Alexandre in Grün) verraten noch immer die ursprünglichen Paarungen. Wie auch die Durchsage im Hintergrund dieser Szene, in der die Besucher aufgefordert werden, ihren Abfall einzusammeln, handelt es sich um eine ironische Brechung, durch die eine aufkommende Illusion von Harmonie und Liebesglück sogleich wieder zerstört wird. Uta Felten wertet dies als eine mise en abyme, mit der der Film seine eigene Versuchsanordnung offenlegt, die Künstlichkeit und Programmierbarkeit des vorgenommenen Partnertauschs.
Für die Musik des Films zeichnete laut den Credits im Abspann der französische Komponist Jean-Louis Valero verantwortlich. Tatsächlich ist aber im Film überhaupt keine Musik zu hören. Valero klärte später auf, dass Rohmer bei ihm 25 Minuten Kompositionen nach eigenem Gutdünken bestellt habe, allerdings unter der Bedingung, sie im Film so weit herunterzuregeln, dass sie für den Zuschauer nicht zu hören seien. Allgemein war Rohmer kein Freund von Filmmusik, die aus dem Off die Handlung untermalt. Wenn in seinen Filmen Musik vorkommt, dann als Teil der Handlungsrealität, nicht anders als Landschaften, Figuren oder Objekte.

## Produktion und Veröffentlichung
Der Freund meiner Freundin wurde vom 19. Mai bis 5. Juli 1986 in sieben Wochen in Cergy gedreht. Die Dreharbeiten erwiesen sich als schwieriger als erwartet, so dass Rohmer kurzzeitig mit dem Gedanken spielte, sie abzubrechen. Immer wieder musste an den Drehorten wegen unvorhergesehener Komplikationen improvisiert werden. Vor allem aber gab es Spannungen im Team. Rohmers Idee, die Bildeinstellung von Sophie Maintigneux, mit der Rohmer zuvor Cergy erkundet hatte, von der Kameraarbeit von Bernard Lutic und seiner Assistentin Sabine Lancelin zu trennen, erwies sich als wenig fruchtbar, und auch die Beziehung zwischen den beiden Hauptdarstellerinnen war schwierig.
Die unerfahrene Emmanuelle Chaulet war unsicher und wurde von Rohmer immer wieder zurechtgewiesen. Sie erinnerte sich an eine Schlüsselszene des Films, in der ein Ausflug mit Fabien Blanche zum Weinen bringen sollte und Rohmer intervenierte: „Das blockierte mich, und danach war es sehr schwer den Close-Up der Weinszene zu spielen. Ich sah die Szene als eine von Zärtlichkeit und Befreiung, und es wurde eine verkrampfte Szene, in der Blanche nervös und angespannt ist. Und ich denke Rohmer, in dessen Vorstellungen Blanche mit Scham und Schuldgefühlen kämpfte, hat dies absichtlich provoziert.“ Sophie Renoir lehnte sich mehrfach auf und entzog sich wie auch Anne-Laure Meury den Dreharbeiten. Diese kommentierte: „Grazie hatte keinen Platz auf dem Filmset.“ Sie führte dies auf ein für Rohmers Bedürfnisse zu großes Team zurück. Die Produktionskosten beliefen sich auf 3 Millionen Francs, ungefähr ein Viertel des üblichen Budgets für französische Spielfilme zu dieser Zeit.
Der Film wurde im August 1987 auf den Internationalen Filmfestspielen von Venedig uraufgeführt. Am 26. August kam er in die französischen Kinos. Der deutsche Filmstart war am 14. April 1988.

## Rezeption
Der Freund meiner Freundin wurde zu einem großen Publikumserfolg und hatte in Frankreich fast 500.000 Kinobesucher. Nach Vollmondnächte war der Film der zweit erfolgreichste des Zyklus Komödien und Sprichwörter. Das Publikum begrüßte das Happy End, die leuchtenden Farben und die gutaussehenden Schauspieler in moderner Kleidung. Auch das Setting in den postmodernen Vorstädten von Paris weckte die Neugier der Besucher.
Die französische Filmkritik war allerdings gespalten in ihrem Urteil, das von freundlichem Beifall (Michel Ciment) bis zu Ermüdung und Überdruss (Gérard Lefort and Serge Toubiana) reichte. So urteilte etwa Joël Magny in Cahiers du cinéma, die Figuren seien banal und der Film „fader, systematischer, geschwätziger und weniger verlockend“ als alle anderen des Zyklus. Angemerkt wurde häufig die Verbindung der Figuren zum Schauplatz, etwa von Michel Pérez in Le Matin de Paris: „Das Verhalten der Charaktere wird mit Kraft und Klarheit von einem perfekt passenden Rahmen unterstützt.“ Jean-Dominique Bauby in Paris Match zog den Vergleich: „In den Augen eines Godard, eines Ferreri oder hundert anderer Filmemacher wäre die neue Stadt von Cergy als das Symbol jeder Art von Unterdrückung erschienen. Nichts davon hier; bereits altmodisch in seinen Gefühlen versucht uns dieser Mann der Ordnung eine Welt zu zeigen, die einfach gut funktioniert.“
Einen offen politischen Angriff veröffentlichte Louis Skorecki in Libération unter dem Titel Rohmer au pays des merguez (deutsch: Rohmer im Land der Merguez [einer typischen Speise der maghrebinischen Küche]). Ausgehend von einer Szene, in der Blanche und Fabien an den Seen von Les Étangs de Cergy auf Einwanderer und Arbeiter aus den Pariser Vorstädten treffen, warf Skorecki Rohmer vor, nie die Perspektive seiner Ethnie und sozialen Schicht zu verlassen, in der fremde Menschen nur als Kulisse vorkommen: „Éric Rohmer verbringt nicht viel Zeit mit gewöhnlichen Menschen in seinen Filmen.“ Seine Geschichte sei, „was übrigbleibt, wenn alles entfernt wird: die Möbel, die Charaktere, alles. Und in dieser Geschichte ist kein Platz für Araber, für Merguez, für die Menschen.“
Ungleich positiver urteilte Vincent Canby in der New York Times: „‚L’Ami de Mon Amie‘ erscheint so rein und funktional wie die Satellitenstadt, aber es ist voller unerwarteter Vergnügen. […] Ein Freund beschwerte sich nach dem Presse-Screening, der Film müsse 16 Stunden lang gewesen sein. […] Tatsächlich sind es 102 Minuten, und sie sind alle wunderbar.“ Für Roger Ebert ging es in Der Freund meiner Freundin nicht um tiefe Gefühle, sondern um Äußerlichkeiten und Mode: „Rohmer weiß genau, was er hier tut. Er hat keine großen Absichten, aber eine interessante kleine: Er will das Alltagsleben einer neuen Klasse von Franzosen beobachten, der jungen Berufstätigen, deren Werte vor allem materialistisch sind, deren Ideen von der Popkultur geformt wurden, die nicht viel lesen oder über Politik nachdenken oder eine größere Tiefe besitzen.“
Der Filmdienst vergab einen Kinotipp der katholischen Filmkritik und urteilte: „Eine einfühlsame, erzählerisch-analytische, leicht und natürlich wirkende Charakter- und Situationsbeschreibung junger Menschen. Besonders brillant: Dialog- und Schauspielerführung.“ Der Spiegel zog das Fazit: „Vor der geometrisch kühlen Architektur der Pariser Trabantenstadt Cergy-Pontoise entfaltet Rohmer ein sommerleichtes Quartettspiel der Gefühle“. Ganz anders urteilte Rolf Aurich in Filmwärts über das seiner Meinung nach armselige Leben der Filmfiguren: „Er ist der häßlichste, der härteste und ganz und gar deprimierendste Film von Rohmer seit Le Signe du lion“. Norbert Jochum in der Zeit versuchte sich und den Lesern den Film und den Kuss zwischen Blanche und Fabien zu erklären und landete letztlich doch nur bei der Feststellung: „Daran ist entweder die Stille schuld oder die Sonne oder daß sie sich gut fühlt, aber ich meine, es war das Rauschen des Windes in den Blättern der Bäume.“
Laut Kommentar im Booklet zu The Best Of Tocotronic bezieht sich der Titel der ersten Single Meine Freundin und ihr Freund (1995) der deutschen Indierock-Band Tocotronic auf Rohmers Film: „Ähnlich wie der wirklich schöne Film behandelt das Stück ein Dreiecksverhältnis.“

## Auszeichnungen
Der Freund meiner Freundin wurde 1988 für den César in den Kategorien Beste Regie, Bestes Drehbuch und Beste Nachwuchsdarstellerin (Sophie Renoir) nominiert, wurde allerdings nicht prämiert.